# Anna Olimpia Mostowska
Anna Barbara Olimpia Mostowska z domu Radziwiłł, primo voto Przeździecka – polska powieściopisarka. 

## Biografia i twórczość
O Mostowskiej wiadomo niewiele. Nieznane są dokładne daty jej urodzin ani śmierci; w encyklopediach można spotkać się z ramami czasowymi około 1762–przed 1833. W rzeczywistości ustalenie jej daty urodzin przez Jana Gebethnera na około 1762 to czysta spekulacja, nieoparta na faktach. Co się zaś tyczy daty śmierci, ostatnie badania pozwoliły umieścić ją w przedziale czasowym 1810–1811. 
Prawdopodobnie w 1778 wyszła za mąż za starostę mińskiego Dominika Przeździeckiego, któremu w 1779 urodziła syna Michała. Po śmierci męża w listopadzie 1782 zrzekła się opieki nad małoletnim synem, a w 1787 powtórnie wyszła za mąż, mimo gwałtownych sprzeciwów rodziny pana młodego, za młodszego od siebie Tadeusza Antoniego Mostowskiego. Ich małżeństwo nie trwało jednak długo. Mostowski rozwiódł się z żoną wprawdzie dopiero przed 1804, ale faktycznie rozpadło się ono dużo wcześniej.
W latach 90. XVIII w. Mostowska spędziła wiele lat za granicą, głównie we Francji, gdzie zetknęła się z modną na Zachodzie powieścią gotycką. Po powrocie na Litwę nawiązała współpracę z wileńską oficyną Józefa Zawadzkiego, w której w 1806 opublikuje seryjne wydawnictwo Moje rozrywki (m.in. Strach w Zameczku, Matylda i Daniło), a w 1807 Astoldę – jedną z pierwszych w Polsce prób powieści historycznej, choć w rzeczywistości dzieło nic wspólnego z historią nie ma, skoro autorka czerpie wiedzę historyczną z szesnastowiecznych „kronik”.
W 1809 nakładem drukarni diecezjalnej opublikowała pięć kolejnych powiastek pomieszczonych w zbiorze Zabawki w spoczynku. Wiadomo też, że Mostowska była autorką kilku sztuk teatralnych, nie zachowanych jednak do naszych czasów. Jak podaje Barbara Czwórnóg-Jadczak, w 1819 w Krakowie wystawiono sztukę opartą na Strachu w Zameczku. Od tamtej pory Mostowska popadła w niemal całkowite zapomnienie. Dopiero w 2002 w wydawnictwie Universitas ukazało się pierwsze od czasu śmierci pisarki wydanie Strachu w Zameczku i Posągu i Salamandry.

## Anegdoty
Z Mostowską związanych jest parę anegdot. Józef Frank pisze w swoich wspomnieniach, że Mostowska starała się – wzorem włoskim – o katedrę na Uniwersytecie Wileńskim. Zagorzały przeciwnik takich „nowinek”, Jan Śniadecki, zapytany na posiedzeniu senatu uczelni, czy katedrę na jego uniwersytecie mogłaby objąć kobieta, miał rzekomo odpowiedzieć: „tak, byleby była piękna”. A podobno urodą Mostowska nie grzeszyła.
Frank podaje także inną anegdotę:
„Hrabina Olimpia Mostowska zanudzała gości p. Bennigsena kłamstwami (do czego jako księżniczka Radziwiłłówna miała szczególne usposobienie) i opowiadaniami o strachach. Postanowiłem wyleczyć ją przynajmniej z tej ostatniej wady, a jednocześnie zabawić zebrane w Zakrecie towarzystwo.
Pomiędzy letnim mieszkaniem p. Bennigsena a miastem, przy drodze, znajdował się lasek jodłowy z kaplicą-grobowcem księżnej Repninowej. To właśnie miejsce wskazałem p. Robertsonowi dla jego „fantasmagorii”. „Gdy pani Mostowska, powiedziałem mu, będzie dziś wieczorem przejeżdżała tędy, niech pan otoczy jej powóz błędnymi ognikami”. Jakoż wpadła ona do Zakretu przerażona i z przesadą opowiedziała o tym, co ją w drodze spotkało. Całe towarzystwo odpowiedziało, że nie wierzy jej opowiadaniom, a gdy w kwadrans potem przyjechałem, wszyscy rzucili się do mnie, zapytując, czy nie widziałem w drodze nic nadzwyczajnego?
„Nic absolutnie”, odpowiedziałem, a po chwili niby namysłu dodałem: „Muszę jednak powiedzieć, że około grobowca księżnej Repninowej konie moje czegoś się przelękły, chociaż dotąd nigdy to im się nie zdarzało”.
„Słyszycie państwo!” zawołała pani Mostowska i zaczęła prosić gen. Bennigsena o gościnność na noc, przysięgając, że za nic w świecie nie zgodzi się wracać w nocy do miasta.
P. Bennigsen przeprosił, że nie może jej zatrzymać, ponieważ właśnie odnawiają i malują pokoje gościnne. Wtedy wszyscy zebrani przyrzekliśmy pani Mostowskiej towarzyszyć jej po wieczerzy aż do rogatek miejskich.
Z niecierpliwością czekaliśmy końca kolacji, aby wyruszyć w drogę, ale przedtem jeszcze umówiliśmy się, iż będziemy udawać, że nic nie widzimy z tego, co nas miało spotkać. Byliśmy jeszcze daleko od p. Robertsona, gdy ujrzeliśmy mnóstwo błędnych ogników.
„Widzicie państwo, widzicie!” zawołała hrabina Mostowska, na co odpowiedzieliśmy zgodnym chórem: „Co takiego? Co się pani śni? nic nie widzimy”.
Jak tylko zrównaliśmy się z grobowcem, ukazała się z niego biała dama, która w miarę posuwania się ku nam, przybierała coraz bardziej olbrzymie rozmiary. Na ten widok pani Mostowska zaczęła wydawać nieludzkie krzyki i tak drżeć na całem ciele, że obawiając się o jej zdrowie, powiedziałem: :„Uspokój się pani, czyś pani zapomniała o obecności w Wilnie Robertsona?”
Zamiast wdzięczności za uspokojenie, zaprzysięgła mi, jako autorowi mistyfikacji, nieubłaganą wojnę, ale odtąd już nie opowiadała nam historii o strachach”.
źródło: J.Frank, Pamiętniki, tłum. W.Zahorski, Wilno 1913, t.II, s.21-23.

## Utwory
- 1806 Moje rozrywki

tom I   Strach w Zameczku; Posąg i Salamandra (tłumaczenie utworu Ch.M.Wielanda);
tom II  Matylda i Daniło; Cudowny szafir (tłumaczenie utworu pani de Genlis);
tom III Zamek Koniecpolskich; Nie zawsze tak się czyni, jak się mówi;
- 1807 Astolda[8][9]
- 1809 Zabawki w spoczynku po trudach

1. Pokuta (tłumaczenie utworu pani de Genlis);
2. Historya filozoficzna Adyla;
3. Sen wróżebny;
4. Miłość i Psyche (tłumaczenie bajki Apulejusza);
5. Lewita z Efraim (trawestacja dramatu Napoleona Lemercière'a)

- 2014 Powieści, listy - współczesna edycja dzieł Anny Mostowskiej pod redakcją Moniki Urbańskiej

## Opracowania poświęcone życiu i twórczości Mostowskiej
- Barbara Czwórnóg-Jadczak: Anna Mostowska – polska twórczyni powieści grozy, OWD „Express Press”, Lublin 2015
- Dorota Vincůrková - Tradycja egzemplów w powieści „Matylda i Daniło” Anny Mostowskiej, "Pamiętnik Literacki" 2020, z. 1.